# Okie
 (février 2010).
Si vous disposez d'ouvrages ou d'articles de référence ou si vous connaissez des sites web de qualité traitant du thème abordé ici, merci de compléter l'article en donnant les références utiles à sa vérifiabilité et en les liant à la section « Notes et références ».
Pour l’article homonyme, voir Okie.

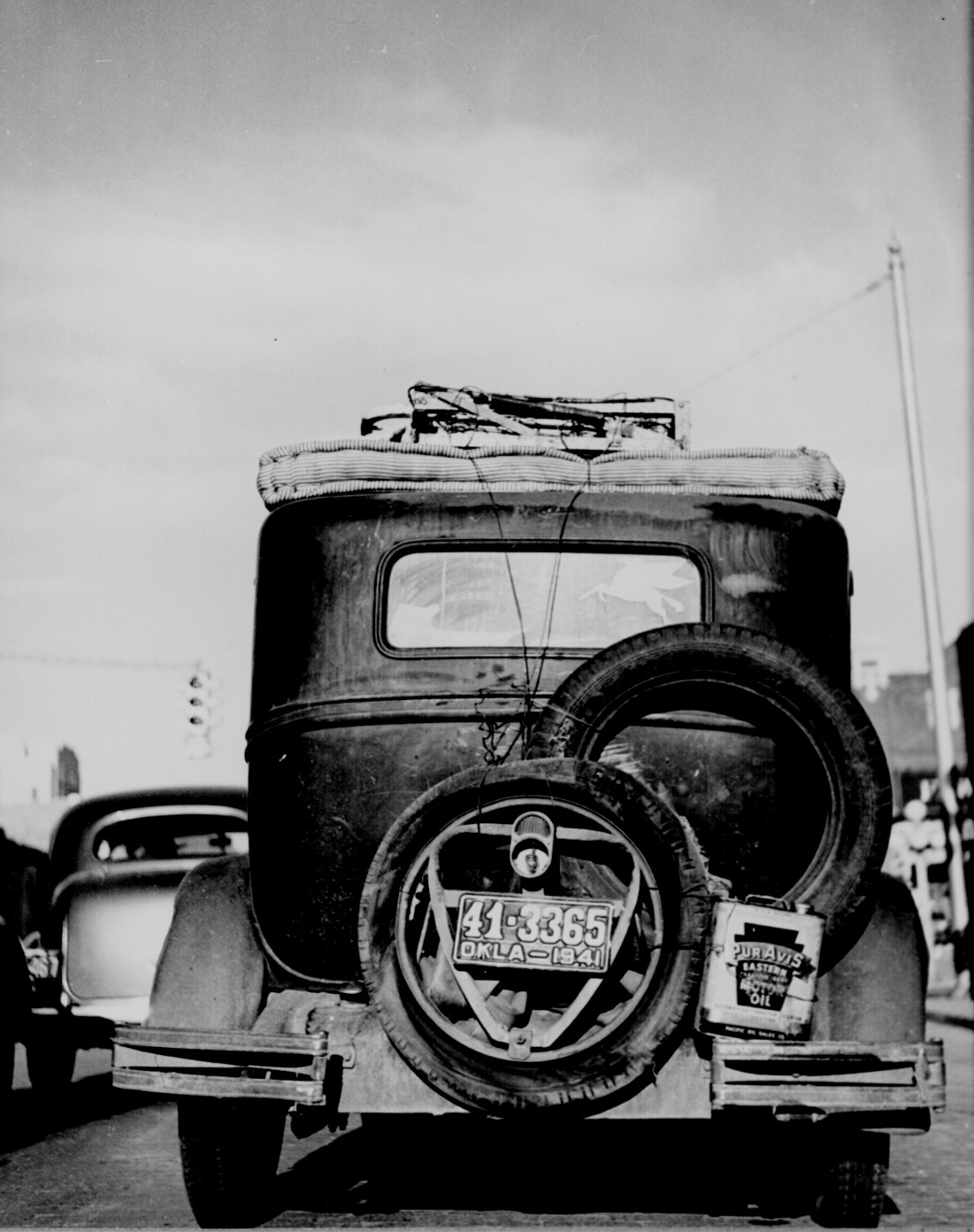
Vue de l'arrière d'une voiture d'un Okie partant vers l'ouest, à Amarillo, Texas, 1941.

Okie est un terme qui date du début du XXe siècle[réf. nécessaire] et qui désigne un habitant ou un natif de l'Oklahoma. Le terme est dérivé du nom de l'État (tout comme un Arkie est une personne originaire de l'Arkansas).
Dans les années 1930, sur la côte ouest des États-Unis, et particulièrement en Californie, le terme désigne de manière péjorative les ouvriers agricoles itinérants pauvres (Blancs ou métis) et leur famille, forcés d'abandonner leur ferme pendant la Grande Dépression. Le phénomène de Dust Bowl a en partie causé le départ de nombreuses familles.
La migration des années 1930 a déplacé environ un million de personnes en Californie[réf. nécessaire].

## Usage dans les années 1930
Dans les années 1930, de nombreux fermiers des Grandes Plaines fuyant le désastre écologique du Dust Bowl et la Grande Dépression ont migré vers la Californie, dans l'espoir d'une vie meilleure, principalement par la route 66. La plupart des migrants quittaient l'Oklahoma (environ 15 % de la population de l'Oklahoma a émigré)[réf. nécessaire].
Le journaliste indépendant Ben Reddick est le premier à utiliser le terme pour désigner les fermiers émigrants. Le terme provient de l'abréviation OK (pour "Oklahoma") qui figurait sur les plaques d'immatriculation des voitures des émigrants.
Le terme est utilisé par la plupart des habitants de la côte ouest des États-Unis pour dénigrer les fermiers pauvres émigrants. Les Californiens utilisaient le terme pour désigner toute personne pauvre émigrant dans leur État, et pas seulement de l'Oklahoma.
Le terme est rendu célèbre par le roman Les Raisins de la colère de John Steinbeck.

## Usage moderne
Avec le temps, l'aspect péjoratif du terme s'est modifié[réf. nécessaire]. Beaucoup de ressortissants de l'Oklahoma considèrent son usage comme neutre, ou alors comme une source de fierté.
Dans les années 1960, le terme a été utilisé dans une campagne politique comme un terme positif pour l'Oklahoma[réf. nécessaire].
Le caractère péjoratif du terme dépend désormais des intentions de l'usager et des circonstances de son utilisation[réf. nécessaire].

### Référence
- (en) Cet article est partiellement ou en totalité issu de l’article de Wikipédia en anglais intitulé « Okie » (voir la liste des auteurs).

1. ↑  « OKIE », sur okstate.edu via Internet Archive (consulté le 16 octobre 2023).
2. ↑  (en) Malcolm Harris, Palo Alto: A history of California, capitalism, and the world, p. 198